# Teoria populacional reformista
A Teoria Populacional Reformista, ao contrário da Neomalthusiana, afirma que a superpopulação é consequência(e não causa) do subdesenvolvimento.
Em países desenvolvidos, onde há melhor qualidade de vida principalmente no contexto econômico sendo assim as famílias não se preocupam demasiadamente em gerar filhos. Devido a isso, os reformistas propõem reformas nos investimentos, para que haja equilíbrio da educação nesses países. As ideias nomalistas se opunham totalmente as ideias Neomalthusianas.
Ao contrário do que pensam estas duas Neomalthusianas , os Reformistas acreditam que a pobreza é a causa da superpopulação e não que a superpopulação é a causa da pobreza.
As bases deste  pensamento do sociólogo Karl Marx. Segundo ela, o problema da pobreza do mundo está relacionado com a má distribuição de renda: enquanto uma pequena parcela da população tem muito, a parcela maior tem pouco. O problema da pobreza,  logo, seria resolvido com políticas públicas que proporcionassem a ascensão social da classe pobre.
Segundo os reformistas se há uma melhora na vida da população pobre, há mais acesso a educação, saúde e informação, impedindo assim o rápido crescimento demográfico. No Século XXI a ONU verificou que a o crescimento econômico era associado ao aumento da população ao longo da história humana. Estudos mostram que nos séculos XX e XXI apesar de Hong Kong ter sido excluída da política do controle de natalidade, lá era onde existia a menor natalidade da população chinesa.
A superpopulação só passa a existir com a automação praticada por monopólios em busca de redução de custo em escala.